# Тім (цар Сідона)
Тім (д/н — бл. 286 до н. е./309 до н. е.) — цар міста Сідон у 312—286 роках до н. е. Ім'я перекладається як військовокомандуючий. Водночас це одне з іменем фінікійського бога війни.

## Життєпис
Належав до династії Ешмуназара. Син царя Абдалоніма. Посів трон між 312 та 309 роками до н. е. В цей час Фінікія та Сирія стали місцем протистояння Антигона, з одного боку, і Птолемея з Селевком, з другого.
Тім зберіг вірність Антигонові, якого до самої його смерті 301 року до н. е. підтримував у протистоянні з Птолемеєм I. За цим перетворив Сідон на опору панування Деметрія Антигоніда в Фінікії. Становище Тіма погіршилося після 294 року до н. е., коли деметрій зосередив увагу на македонських справах. Помер або загинув до 286 року до н. е. у протистоянні з еллінізованим представником сідонської знаті Філоклом.